# Campoletis argentifrons
Campoletis argentifrons är en stekelart som först beskrevs av Cresson 1864.  Campoletis argentifrons ingår i släktet Campoletis och familjen brokparasitsteklar. Inga underarter finns listade.